# Gloeodontia americana
Gloeodontia americana är en svampart som beskrevs av Rajchenb. 1987. Gloeodontia americana ingår i släktet Gloeodontia och familjen Stereaceae.   Inga underarter finns listade i Catalogue of Life.